# Абдиев, Тууганбай
Тууганбай Абдиев (кирг. Тууганбай Абдиев, 3 мая 1937, с. Ничке-Сай, Кетмень-Тюбинский район, Киргизская ССР, СССР — 1 декабря 2008, Бишкек, Кыргызстан) — поэт-импровизатор, сказитель дастанов (эпопей), комузист. Народный артист Кыргызстана (1993).

## Биография
Родился  3 мая 1937 года в селе Ничке-Сай Кетмень-Тюбинского района Киргизской ССР в семье колхозников. Высшее образование получил в 1976 году, окончив Киргизской государственный университет.
В 1955 году работал в Токтогульском районном дворце культуры, 1956-61 гг. — в Джалал-Абадском киргизском драматическом театре. С 10 марта 1961 года и до последних дней жизни — артист Киргизской государственной филармонии им. Т. Сатылганова.
Абдиев в своей неповторимой интерпретации исполнял народные эпосы, дастаны и кюи известных авторов: «Ак Бакай», «Ак-Меер», «Ак тамак, кок тамак», «Бала Кербез», «Жаныш-Байыш», «Карагул ботом», «Кара езгей», «Кер Толгоо», «Курманбек», «Лу-лу Мамажан», «Мундук и Зарлык», «Мырза Кербез», «Тогуз Кайрык», «Чон Кербез».
Опубликовал ряд сборников своих произведений: «Таңшы комуз» (1979, «Переливы комуза»), «Ыр канатында» (1984, «На крыльях песни»), «Залкарлар. Замандаштар. Чоңколор» (1999).  В Союз писателей СССР вступил в 1990-м.
В 1984 году сыграл главную роль (акына-сказителя Раймалы) в художественном фильме «Песнь о любви» режиссёра Дооронбека Садырбаева).
В 1986 году Абдиеву присвоено почётное звание Заслуженный артист Киргизской ССР, в 1993 — Народный артист Кыргызстана.
В 1993 и 1995 и 2000 годах побеждал на проходивших в Бишкеке международных конкурсах акынов-импровизаторов «Ак тандай — 93», «Манас — 1000» и «Курманбек — 500».
В 2005 году Абдиев стал кавалером ордена «Манас» III степени.
Тууганбай Абдиев является лауреатом премии «Руханият».
После распада СССР и с распространением в Кыргызстане западных музыкальных форм Абдиев уделял большое внимание поддержке традиционной киргизской культуры, её популяризации среди молодёжи: возглавлял группу комузистов Киргизского национального университета имени Жусупа Баласагына, преподавал в школе «Айтыш», созданной одноимённым благотворительным фондом.
Тууганбай Абдиев скончался после продолжительной болезни 1 декабря 2008 года в г. Бишкек. Прощальная панихида по киргизскому народному артисту Тууганбаю Абдиеву прошла 3 декабря в театре оперы и балета им. Абдылас Малдыбаева. Его тело было захоронено 3 декабря в Бишкеке на кладбище «Ала-Арча».